# 음력 7월 25일
음력 7월 25일은 음력 7월의 25번째 날이다.

## 사건
- 1910년 - 한일합병조약 공포로 대한제국의 국권이 일본에게 피탈됨.
- 2013년 - 대한민국 대구광역시 대구역에서 무궁화호와 KTX가 추돌사고가 발생하였다. 이 사고로 경부선 상하행선이 전면 중단되었다.

## 문화
- 1999년 - 한국방송공사의 공개 코미디 프로그램 개그콘서트 첫방송.
- 2015년 - 서울 경전철 신림선이 착공되었다.

## 탄생
- 1852년 - 조선 26대 국왕 & 대한제국 초대 황제 고종.
- 1903년 - 대한민국의 한글학자 정태진.
- 1984년 - 대한민국의 아나운서 이윤아.

## 사망
- 2016년 -
  - 대한민국의 코미디언 구봉서.
  - 대한민국의 시인 정완영.
  - 대한민국 전 포항시장 정장식.

## 같이 보기
- 음력 360일: 1월 2월 3월 4월 5월 6월 7월 8월 9월 10월 11월 12월
- 전날:7월 24일 다음날:7월 26일 - 전달:6월 25일 다음달:8월 25일
- 양력:7월 25일
- 음력, 윤달